# Österreichische Eishockeynationalmannschaft
Die österreichische Eishockeynationalmannschaft der Männer (auch „Team Österreich“ oder „Team Austria“ genannt) wird nach der Weltmeisterschaft 2024 in der IIHF-Weltrangliste auf Platz 13 geführt.

## Geschichte
Der österreichische Eishockeyverband wurde im Jänner 1912 gegründet und hat sogleich die Aufnahme in den Welteishockey-Verband IIHF beantragt. Diese erfolgte am 18. März desselben Jahres. Da im dazwischenliegenden Februar Österreich an der nur drei Teilnehmer umfassenden Europameisterschaft als Nicht-Mitglied teilnahm, wurde diese im Nachhinein annulliert.
Aufgrund des Ersten Weltkriegs wurden die nächsten internationalen Spiele erst in den 1920er Jahren ausgetragen. In der Zwischenzeit wurde in Österreich der Wechsel vom bis dahin gespielten Bandy zum kanadischen Eishockey vollzogen. Es folgten erfolgreiche Jahre, in denen man 1927 in der Heimat und 1931 Europameister wurde.
Nach dem Zweiten Weltkrieg setzte das Team Österreich vorerst seine Erfolge fort, was in der WM 1947 mit einer Bronzemedaille gipfelte. Danach stürzte die Mannschaft in ein Tief und somit aus der A-Gruppe der Nationalmannschaften.
Erst bei der B-WM 1992 gelang den Österreichern der Wiederaufstieg in die Klasse der A-Nationen. Seit der Heim-WM 2005 folgte jährlich ein Abstieg aus und Aufstieg in die höchste Klasse. Bei der WM 2016 wurde der Aufstieg nicht erreicht. Dafür erfolgte der Aufstieg bei der WM 2017 und bei der WM 2018 schaffte Österreich den Klassenerhalt. Bei der Eishockey-Weltmeisterschaft der Herren 2019 stieg das Nationalteam als Letztplatzierte der Top-Division in die Division 1A ab.

## Erfolge
- Europameister: 1927, 1931

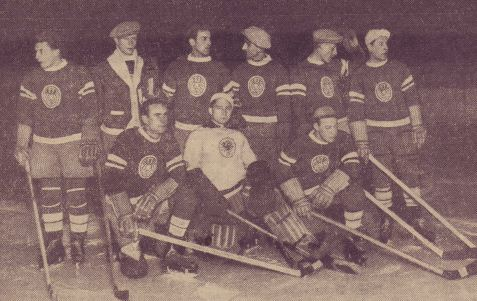
Kader der Nationalmannschaft, Prag 1931

- Vize-Europameister: 1925, 1932, 1933
- Bronze bei Weltmeisterschaften: 1931, 1947
- Teilnahme an 13 olympischen Eishockeyturnieren,[1] die beste Platzierung war der 6. Platz 1928

## Trainergeschichte
| Zeit      | Trainer             |
| --------- | ------------------- |
| 1928      | Edgar Dietrichstein |
| 1930      | Blake Watson        |
| 1931–1938 | Hans Weinberger     |
| 1956      | Udo Holfeld         |
| 1964      | Zdeněk Ujčík        |
| 1968      | Jiří Hanzl          |
| 1973–1977 | Juri Baulin         |
| 1978–1980 | Walter Znenahlik    |
| 1980–1986 | Rudolf Killias      |
| 1986–1991 | Luděk Bukač         |
| 1991–1996 | Ken Tyler           |
| 1996–2002 | Ron Kennedy         |
| 2002–2005 | Herbert Pöck        |
| 2005–2007 | Jim Boni            |
| 2007–2009 | Lars Bergström      |
| 2009–2011 | Bill Gilligan       |
| 2011–2014 | Emanuel Viveiros    |
| 2014–2016 | Dan Ratushny        |
| 2016      | Alpo Suhonen        |
| seit 2016 | Roger Bader         |

## Spieler

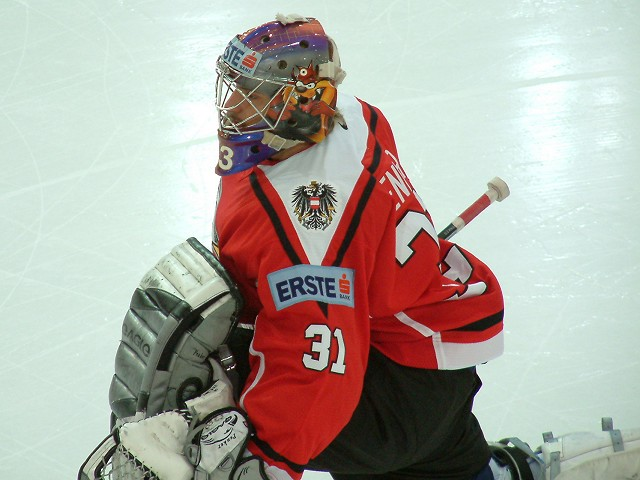
Der österreichische Nationaltorwart Jürgen Penker bei der WM 2005

### Meiste Länderspiele
Die Spieler mit den meisten Einsätzen sind Gerhard Unterluggauer mit 244, Martin Ulrich mit 228 und Dieter Kalt mit 197 Spielen. Rekordhalter unter den Torhütern ist Claus Dalpiaz mit 146 Spielen (Stand 2015).

### Meiste Punkte
Die Punkteliste wird von Rudolf König mit 183 Punkten in 158 Spielen, vor Thomas Cijan (131/132) und Herbert Pöck (128/127) angeführt. Mit 105 Toren und 78 Assists führt König auch die beiden Einzelwertungen klar an. Der bestplatzierte aktive Spieler ist Thomas Koch mit 77 Punkten in 120 Spielen (alles Stand Oktober 2012).

### Meiste Strafminuten
Die meisten Strafminuten hat Herbert Hohenberger gesammelt (346), dahinter kommen die Brüder Philippe mit 298 und André Lakos, sowie Oliver Setzinger, beide mit je 231 Strafminuten (alles Stand Mai 2012).

## Platzierungen

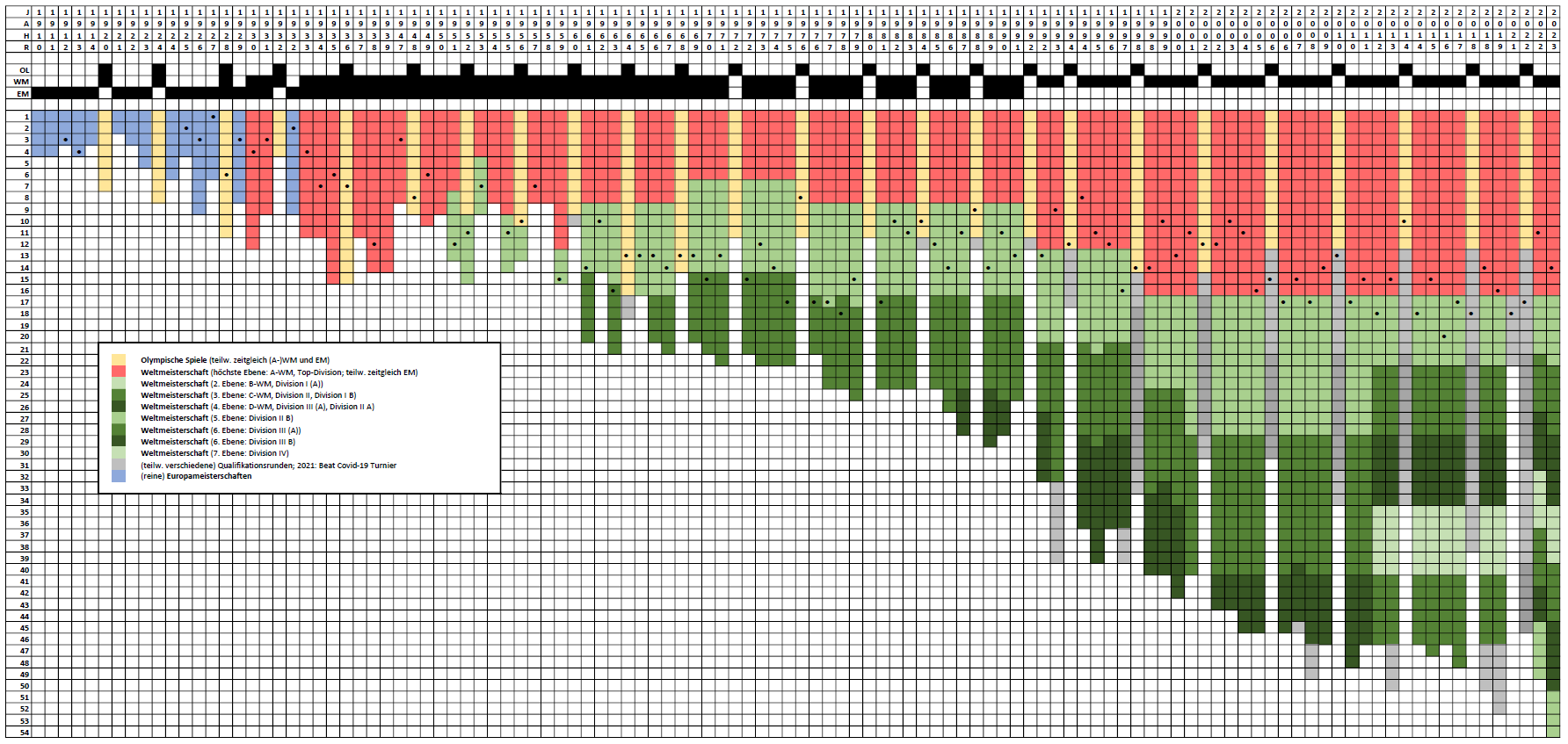
Platzierungen der österreichischen Eishockeynationalmannschaft bei Olympischen Spielen, Europa- und Weltmeisterschaften

### Olympische Ergebnisse
| Spiele | Austragungsort         | Platzierung |
| ------ | ---------------------- | ----------- |
| 1928   | St. Moritz             | 6. Platz    |
| 1936   | Garmisch-Partenkirchen | 7. Platz    |
| 1948   | St. Moritz             | 8. Platz    |
| 1956   | Cortina d’Ampezzo      | 10. Platz   |
| 1964   | Innsbruck              | 13. Platz   |

| Spiele | Austragungsort | Platzierung |
| ------ | -------------- | ----------- |
| 1968   | Grenoble       | 13. Platz   |
| 1976   | Innsbruck      | 8. Platz    |
| 1984   | Sarajevo       | 10. Platz   |
| 1988   | Calgary        | 9. Platz    |
| 1994   | Lillehammer    | 12. Platz   |

| Spiele | Austragungsort | Platzierung |
| ------ | -------------- | ----------- |
| 1998   | Nagano         | 14. Platz   |
| 2002   | Salt Lake City | 12. Platz   |
| 2014   | Sotschi        | 10. Platz   |

### Platzierungen bei Europameisterschaften
Ab 1928 wurden Eishockey-Europameisterschaften mit Ausnahme der Jahre 1929 und 1932 im Rahmen der Eishockey-Weltmeisterschaften ausgetragen. Europameister wurde die beste europäische Mannschaft wie auch die restlichen Platzierungen sich nur nach europäischen Teams einteilten.
| EM    | Austragungsort(e)             | Platzierung |
| ----- | ----------------------------- | ----------- |
| 19121 | Prag                          | Bronze      |
| 1913  | München                       | 4. Platz    |
| 1925  | Štrbské Pleso, Starý Smokovec | Silber      |

| EM   | Austragungsort | Platzierung   |
| ---- | -------------- | ------------- |
| 1926 | Davos          | Bronze        |
| 1927 | Wien           | Europameister |
| 1929 | Budapest       | Bronze        |

| EM   | Austragungsort | Platzierung   |
| ---- | -------------- | ------------- |
| 1931 | Krynica        | Europameister |
| 1932 | Berlin         | Silber        |

- 1 Europameisterschaft wurde annulliert.

### Platzierungen bei Weltmeisterschaften
| WM   | Austragungsorte                     | Platzierung                |
| ---- | ----------------------------------- | -------------------------- |
| 1930 | Chamonix, Berlin, Wien1             | 4. Platz                   |
| 1931 | Krynica                             | Bronze                     |
| 1933 | Prag                                | 4. Platz                   |
| 1934 | Mailand                             | 7. Platz                   |
| 1935 | Davos                               | 6. Platz                   |
| 1938 | Prag                                | 12. Platz                  |
| 1947 | Prag                                | Bronze                     |
| 1949 | Stockholm                           | 6. Platz                   |
| 1951 | Paris                               | 12. Platz (B-WM: 5. Platz) |
| 1953 | Zürich, Basel                       | 7. Platz (B-WM: Bronze)    |
| 1955 | Krefeld, Dortmund, Düsseldorf, Köln | 11. Platz (B-WM: Silber)4  |
| 1957 | Moskau                              | 7. Platz                   |
| 1959 | Prag, Pilsen                        | 15. Platz (B-WM: Bronze)   |
| 1961 | Genf, Lausanne                      | 14. Platz (B-WM: 6. Platz) |
| 1962 | Colorado Springs, Denver            | 10. Platz (B-WM: Silber)   |
| 1963 | Stockholm                           | 16. Platz (C-Weltmeister)  |
| 1965 | Turku, Rauma, Pori                  | 13. Platz (B-WM: 5. Platz) |
| 1966 | Zagreb                              | 13. Platz (B-WM: 5. Platz) |
| 1967 | Wien                                | 14. Platz (B-WM: 6. Platz) |
| 1969 | Ljubljana                           | 13. Platz (B-WM: 7. Platz) |
| 1970 | Galați                              | 15. Platz (C-Weltmeister)  |
| 1971 | Genf, Bern, Lyss, La Chaux-de-Fonds | 13. Platz (B-WM: 7. Platz) |
| 1972 | Miercurea Ciuc                      | 14. Platz (C-Weltmeister)  |
| 1973 | Graz                                | 12. Platz (B-WM: 6. Platz) |
| 1974 | Ljubljana                           | 14. Platz (B-WM: 8. Platz) |
| 1975 | Sofia                               | 17. Platz (C-WM: Bronze)   |
| 1976 | Danzig                              | 17. Platz (C-Weltmeister)  |
| 1977 | Tokio                               | 17. Platz (B-WM: 9. Platz) |
| 1978 | Las Palmas                          | 18. Platz (C-WM: Silber)   |
| 1979 | Galați                              | 15. Platz (B-WM: 7. Platz) |
| 1981 | Peking                              | 17. Platz (C-Weltmeister)  |
| 1982 | Klagenfurt                          | 10. Platz (B-WM: Silber)   |
| 1983 | Tokio                               | 11. Platz (B-WM: Bronze)   |
| 1985 | Freiburg                            | 12. Platz (B-WM: 4. Platz) |
| 1986 | Eindhoven                           | 14. Platz (B-WM: 6. Platz) |
| 1987 | Canazei                             | 11. Platz (B-WM: Bronze)   |

| WM   | Austragungsorte               | Platzierung                                |
| ---- | ----------------------------- | ------------------------------------------ |
| 1989 | Oslo, Lillehammer             | 14. Platz (B-WM: 6. Platz)                 |
| 1990 | Lyon, Megève                  | 11. Platz (B-WM: Bronze)                   |
| 1991 | Bled, Jesenice                | 13. Platz (B-WM: 5. Platz)                 |
| 1992 | Klagenfurt, Villach           | 13. Platz (B-Weltmeister)4                 |
| 1993 | Dortmund, München             | 9. Platz                                   |
| 1994 | Bozen, Canazei, Mailand       | 8. Platz                                   |
| 1995 | Stockholm, Gävle              | 11. Platz                                  |
| 1996 | Wien                          | 12. Platz                                  |
| 1997 | Kattowitz                     | 16. Platz (B-WM: 4. Platz)4                |
| 1998 | Zürich, Basel                 | 15. Platz                                  |
| 1999 | Oslo, Hamar, Lillehammer      | 10. Platz                                  |
| 2000 | Sankt Petersburg              | 13. Platz                                  |
| 2001 | Köln, Hannover, Nürnberg      | 11. Platz                                  |
| 2002 | Göteborg, Jönköping, Karlstad | 12. Platz                                  |
| 2003 | Helsinki, Tampere, Turku      | 10. Platz                                  |
| 2004 | Prag, Ostrava                 | 11. Platz                                  |
| 2005 | Wien, Innsbruck               | 16. Platz2                                 |
| 2006 | Tallinn                       | 17. Platz (Division I, Gruppe B, Platz 1)4 |
| 2007 | Moskau, Mytischtschi          | 15. Platz2                                 |
| 2008 | Innsbruck                     | 17. Platz (Division I, Gruppe A, Platz 1)4 |
| 2009 | Bern, Zürich-Kloten           | 14. Platz3                                 |
| 2010 | Tilburg                       | 17. Platz (Division I, Gruppe A, Platz 1)4 |
| 2011 | Bratislava, Košice            | 15. Platz2                                 |
| 2012 | Ljubljana                     | 18. Platz (Division I, Gruppe A, Platz 2)4 |
| 2013 | Stockholm, Helsinki           | 15. Platz2                                 |
| 2014 | Goyang                        | 18. Platz (Division I, Gruppe A, Platz 2)4 |
| 2015 | Ostrava, Prag                 | 15. Platz2                                 |
| 2016 | Katowice                      | 20. Platz (Division I, Gruppe A, Platz 4)  |
| 2017 | Kiew                          | 17. Platz (Division I, Gruppe A, Platz 1)4 |
| 2018 | Kopenhagen, Herning           | 14. Platz                                  |
| 2019 | Bratislava, Košice            | 16. Platz2                                 |
| 2022 | Helsinki, Tampere             | 11. Platz                                  |
| 2023 | Tampere, Riga                 | 14. Platz                                  |
| 2024 | Prag, Ostrava                 | 10. Platz                                  |
| 2025 | Stockholm, Herning            | 8. Platz                                   |

- 1 Nach der dritten Runde setzte in Chamonix Tauwetter ein, sodass die Spiele nach Berlin verlegt wurden. Eine Ausnahme war das Spiel um Platz 4, welches auf Wunsch Österreichs in Wien stattfand.
- 2 Abstieg in die Division I.
- 3 Trotz 14. Platz Abstieg, da das schlechter platzierte Deutschland als Gastgeberland 2010 automatisch qualifiziert war.
- 4 Aufstieg in A-Weltmeisterschaft/Top-Division.

## Besondere Spiele
- Erstes Spiel (international): Böhmen – Österreich-Ungarn, 5:0 (Prag, Österreich-Ungarn; 4. Februar, 1912)
- Erster Sieg (international): Österreich – Belgien, 2:0 (Štrbské Pleso, Tschechoslowakei; 11. Jänner 1925)
- Höchstes gewonnenes Spiel: Österreich – Belgien, 30:0 (Stockholm, Schweden; 12. März, 1963)
- Höchstes verlorenes Spiel: Kanada – Österreich, 23:0 (Cortina d’Ampezzo, Italien; 27. Jänner, 1956)